# Plébiscites du Schleswig
Les plébiscites du Schleswig sont deux plébiscites organisés les 10 février et 14 mars 1920 en vue de déterminer la future frontière entre l'Allemagne et le Danemark à travers l'ancien duché de Schleswig. 
La processus, qui met en application les articles 109 à 114 de la section XII du traité de Versailles, est supervisé par une commission composée de représentants de la France, du Royaume-Uni, de la Norvège et de la Suède.

## Contexte

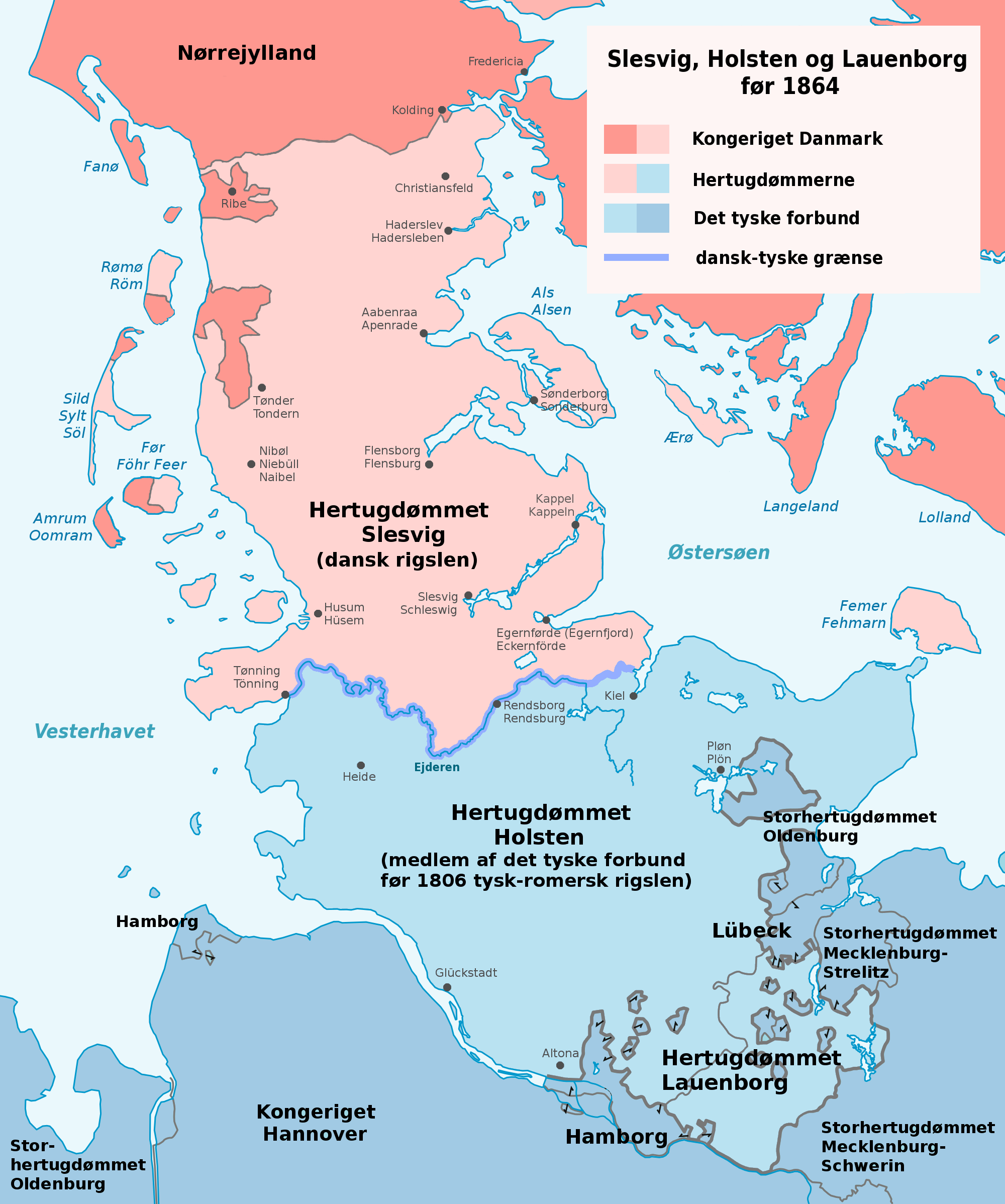
Les duchés de Schleswig, du Holstein et de Lauenbourg avant 1864

Le duché du Schleswig était un fief de la couronne danoise et fut conquis par la Prusse et l'Autriche durant la seconde guerre de Schleswig en 1864, en même temps que les provinces allemandes du Holstein et de Lauenbourg dirigées par le Danemark, qui avaient toutes deux fait partie du Saint-Empire romain germanique. Entre 1864 et 1866, la Prusse et l'Autriche dirigèrent la région entière comme un condominium et formalisèrent cet arrangement par la convention de Gastein de 1865. Le condominium cessa en raison de la guerre austro-prussienne en 1866.
L'article 5 du traité de Prague (1866) entre l'Autriche et la Prusse stipulait qu'un plébiscite devait avoir lieu dans les six ans pour donner aux habitants de la partie nord du Schleswig la possibilité de voter pour leur appartenance future, en autorisant à revenir sous administration danoise les régions qui y seraient favorables.
L'idée d'un plébiscite avait été présentée auparavant. Au début de la première guerre de Schleswig, le gouvernement sécessionniste du Schleswig-Holstein avait sans succès suggéré la tenue d'un référendum dans certaines parties du Schleswig, mais ceci avait été rejeté par le gouvernement danois. Durant la conférence de Londres de 1863[réf. nécessaire] tentant de désamorcer la seconde guerre de Schleswig, une des suggestions du premier ministre prussien Otto von Bismarck était la tenue d'un référendum dans le Schleswig du Nord. L'initiative de Bismarck ne fut pas adoptée par la conférence, principalement parce que cette option n'avait pas été incluse dans les instructions de la délégation danoise. L'inclusion de la promesse d'un plébiscite dans le traité de Prague de 1866 entre l'Autriche et la Prusse fut une concession diplomatique faite à l'Autriche, mais elle ne fut jamais tenue. Le traité de Gastein de 1877 entre l'Autriche et l'Allemagne ne fit alors aucune référence à ce plébiscite. La frontière de 1864 fut confirmée dans le traité de 1907 entre l'Allemagne et le Danemark, mais les Danois du Schleswig du Nord continuèrent à réclamer un plébiscite en se référant au traité de Prague de 1866.
À la suite de la défaite de l'Allemagne lors de la Première Guerre mondiale, le gouvernement danois demanda aux puissances alliées et à la conférence de paix de Paris en 1919 l'inclusion d'un plébiscite dans le Schleswig du Nord disputé, basé sur les quatorze points de Woodrow Wilson. Cette demande fut accordée par les Alliés et incorporée dans les articles 109 à 114 de la section XII du Traité de Versailles, signé le 28 juin 1919.

## Déroulement
Les plébiscites eurent lieu le 10 février et le 14 mars 1920 dans deux zones qui avaient été définies selon les souhaits du gouvernement danois. Ces lignes étaient basées sur des lignes dessinées dans les années 1890 par l'historien danois Hans Victor Clausen (da). Durant les décennies 1880 et 1890, Clausen parcourut les deux côtés de la future frontière et publia deux suggestions pour une future frontière entre l'Allemagne et le Danemark. La première ligne de Clausen délimitait un territoire cohérent dont il s'attendait à ce qu'il votât pour la souveraineté danoise dans un futur référendum. La deuxième ligne, située de 10 à 20 km plus au sud, incluait une région rurale faiblement peuplée du Schleswig central, dont Clausen pensait qu'elle avait un potentiel en faveur de l'assimilation au Danemark, car la population du Schleswig central était en faveur de l'appartenance à l'Allemagne mais aussi de langue danoise.
En 1918, Clausen publia la brochure Før Afgørelsen (« Avant la Décision ») dans laquelle il préconisait avec force l'annexion par le Danemark de la zone délimitée par la ligne la plus au nord (la première). Il argumentait que le territoire situé au nord de cette ligne était incontestablement en faveur du Danemark et devait être considéré comme indivisible. En même temps, il abandonna sa seconde ligne, comme la population du Schleswig central demeurait en faveur de l'Allemagne, et qu'il considérait vital que la future frontière fût basée en fonction de l'auto-détermination des populations locales. Lors des référendums de 1920, la première ligne de Clausen fut très proche de ce qui délémita la zone I, tandis que sa seconde ligne devint la base de la zone II, bien que la zone du référendum fût étendue pour inclure la ville-arrondissement de Flensbourg et la ville de Glücksburg. Clausen les avait exclues toutes deux.
La zone I fut basée sur les estimations faites par Clausen de l'auto-identification nationale de la population locale. En cas de doute, Clausen s'était principalement basé sur les souhaits de localités rurales, qu'il considérait comme autochtones, au contraire des villes du Schleswig du Nord qu'il considérait largement comme non pertinentes en raison de leur petite taille et de leur population moins autochtone ; en particulier la démographie de la ville de Sønderborg (Sonderburg) était fortement influencée par la présence d'une grande base navale allemande. Par ailleurs Clausen pensait que le risque de conflit futur serait minimisé si la future frontière dans le Schleswig de l'Ouest marécageux suivait soit la rivière Vidå, soit un fossé. Ceci causa du ressentiment du côté allemand, car cela impliquait que la ville de Tønder (Tondern) serait incluse dans la zone I.
En 1918 et au début de 1919, les partis danois dirigeants argumentèrent que l'appartenance future du Schleswig du Nord devait être décidée par un plébiscite dans lequel la région entière devait être comptée comme une unité indivisible (vote en bloc). Ce souhait fut relayé à la conférence de paix de Paris et devint la base pour la zone I du référendum.
En 1919, les volontés politiques au Danemark  en faveur de l'extension de la région soumise au référendum se sont accrues. Ce sujet devint un sujet de confrontation entre d'une part le gouvernement social libéral et son allié parlementaire, les sociaux-démocrates, tous deux opposés à l'extension de la région, et d'autre part l'opposition libérale et conservatrice qui soutenait l'extension de la région. En compromis il fut décidé de demander aux puissances alliées d'étendre le référendum jusqu'à la seconde ligne de Clausen, qui fut modifiée pour inclure Flensburg et Glücksburg dans la région. Dans cette zone II plus petite, chaque ville et chaque paroisse (dans les zones rurales) devaient décider de leur propre appartenance.
Deux autres demandes furent faites et ne furent que partiellement suivies par les puissances alliées.
Premièrement, le Danemark demanda que l'administration civile allemande de la région du référendum fût remplacée par une administration internationale. Les puissances alliées remplacèrent les garnisons allemandes par une petite force internationale, mais l'administration civile ne fut que partiellement remplacée en zone I et ne le fut pas du tout en zone II.
Deuxièmement, le Danemark demanda que les personnes qui avaient été expulsées auparavant de la région fussent autorisées à voter au référendum. Il s'agissait d'« optants », c'est-à-dire de familles de locaux qui avaient choisi de garder leur citoyenneté danoise et qui par conséquent avaient été expulsées par les autorités prussiennes. Les puissances alliées acceptèrent cette demande mais l'étendirent, autorisant quiconque ayant vécu auparavant dans la région à voter au référendum. Puisqu'un grand nombre d'officiels allemands (en particulier des fonctionnaires des chemins de fer) avaient temporairement séjourné dans la région, cette extension impliqua que ces officiels ainsi que leurs épouses et enfants ayant l'âge légal furent autorisés à voter au référendum. Comme de nombreux optants pro-danois expulsés avaient émigré aux États-Unis, le résultat net de cette extension fut une légère augmentation des résultats pro-allemands : il était en effet plus probable pour un émigrant pro-allemand habitant en Allemagne de retourner dans la région pour le référendum que pour un expulsé pro-danois qui avait émigré aux États-Unis.

## Résultats et conséquences
Le 10 février 1920, le plébiscite eut lieu dans la zone I (le futur Schleswig du Nord). Dans cette zone, 74,9 % de la population (soit 75 431 voix) vota en faveur de la souveraineté danoise et 25,1 % (soit 25 329 voix) pour rester sous souveraineté allemande. Mais dans trois des quatre principales villes de la région, en particulier dans la région située directement à la frontière de la zone II, des majorités allemandes existèrent, en particulier une large majorité allemande (entre 70 % et 80 %) à Tønder et Højer et dans leurs environs. C'est principalement cette région qui provoqua la controverse après le vote, en particulier parce que ces villes avaient été incluses au nord de la première ligne de Clausen. Bien que Clausen eût estimé que Tønder était largement pro-allemande, il considéra que la ville était économiquement dépendante de ses environs ruraux pro-danois et plaça à la fois la ville et ses environs au nord de sa première ligne.
Le vote dans la zone II (le Schleswig central) se déroula le 14 mars 1920. Dans cette zone, 80,2 % de la population (soit 51 742 voix) fut en faveur de l'Allemagne et 19,8 % (soit 12 800 voix) pour le Danemark. Comme il n'y eut une majorité pro-danoise dans cette zone que dans trois petits villages sur l'île de Föhr, aucun d'eux n'étant contigus de la frontière à venir, la commission internationale de surveillance du plébiscite au Slesvig décida d'une ligne presque identique à la frontière entre les deux zones. Le faible résultat en faveur du Danemark dans le Schleswig central, en particulier à Flensbourg, la plus grande ville du Schleswig, déclencha la crise de Pâques au Danemark en 1920.
Aucun plébiscite n'eut lieu dans le tiers le plus méridional de la province (la zone III, qui incluait la région au sud de la zone II jusqu'à la Schlei, au Danevirke et à la ville de Schleswig) car la population était presque exclusivement en faveur de l'Allemagne. Les puissances alliées avaient proposé d'inclure cette région dans le référendum mais le gouvernement danois avait expressément demandé que cette zone III fût exclue. La petite part de la province historique située au sud de la zone III ne fut incluse dans les plans pour le référendum ni par les puissances alliées ni par le Danemark, car l'extrémité sud de l'ancien duché était considéré comme une région entièrement pro-allemande.
|                                             | Nom allemand                                | Nom danois                                  | Pour l'Allemagne | Pour l'Allemagne | Pour le Danemark | Pour le Danemark |
| pourcentage                                 | Nom allemand                                | Nom danois                                  | voix             | pourcentage      | voix             |                  |
|                                             |                                             |                                             |                  |                  |                  |                  |
| Zone I (Schleswig du nord), 10 février 1920 | Zone I (Schleswig du nord), 10 février 1920 | Zone I (Schleswig du nord), 10 février 1920 | 25,1 %           | 25329            | 74,9 %           | 75431            |
|                                             |                                             |                                             |                  |                  |                  |                  |
| District de                                 | Hadersleben                                 | Haderslev                                   | 16,0 %           | 6585             | 84,0 %           | 34653            |
| Ville de                                    | Hadersleben                                 | Haderslev                                   | 38,6 %           | 3275             | 61,4 %           | 5209             |
|                                             |                                             |                                             |                  |                  |                  |                  |
| District de                                 | Apenrade                                    | Aabenraa                                    | 32,3 %           | 6030             | 67,7 %           | 12653            |
| Ville de                                    | Apenrade                                    | Aabenraa                                    | 55,1 %           | 2725             | 44,9 %           | 2224             |
|                                             |                                             |                                             |                  |                  |                  |                  |
| District de                                 | Sonderburg                                  | Sønderborg                                  | 22,9 %           | 5083             | 77,1 %           | 17100            |
| Ville de                                    | Sonderburg                                  | Sønderborg                                  | 56,2 %           | 2601             | 43,8 %           | 2029             |
| Ville de                                    | Augustenburg                                | Augustenborg                                | 48,0 %           | 236              | 52,0 %           | 256              |
|                                             |                                             |                                             |                  |                  |                  |                  |
| Partie nord du district de                  | Tondern                                     | Tønder                                      | 40,9 %           | 7083             | 59,1 %           | 10223            |
| Ville de                                    | Tondern                                     | Tønder                                      | 76,5 %           | 2448             | 23,5 %           | 750              |
| Ville de                                    | Hoyer                                       | Højer                                       | 72,6 %           | 581              | 27,4 %           | 219              |
| Ville de                                    | Lügumkloster                                | Løgumkloster                                | 48,8 %           | 516              | 51,2 %           | 542              |
|                                             |                                             |                                             |                  |                  |                  |                  |
| Partie nord du district de                  | Flensburg                                   | Flensborg                                   | 40,6 %           | 548              | 59,4 %           | 802              |
|                                             |                                             |                                             |                  |                  |                  |                  |
| Zone II (Schleswig central), 14 mars 1920   | Zone II (Schleswig central), 14 mars 1920   | Zone II (Schleswig central), 14 mars 1920   | 80,2 %           | 51742            | 19,8 %           | 12800            |
|                                             |                                             |                                             |                  |                  |                  |                  |
| Partie sud du district de                   | Tondern                                     | Tønder                                      | 87,9 %           | 17283            | 12,1 %           | 2376             |
| Partie sud du district de                   | Flensburg                                   | Flensborg                                   | 82,6 %           | 6688             | 17,4 %           | 1405             |
| Ville de                                    | Flensburg                                   | Flensborg                                   | 75,2 %           | 27081            | 24,8 %           | 8944             |
| Partie nord du district de                  | Husum                                       | Husum                                       | 90,0 %           | 672              | 10,0 %           | 75               |

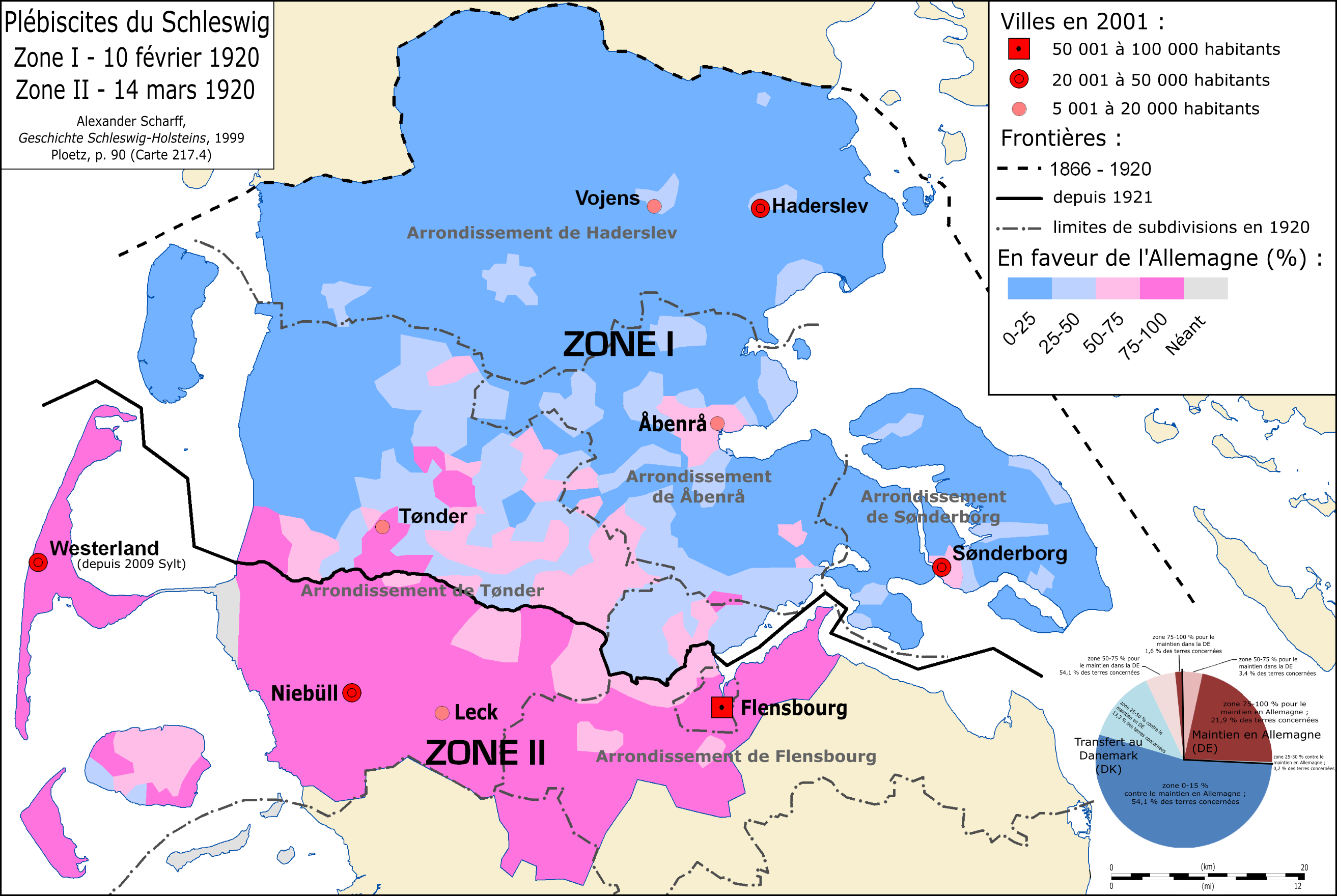
Les résultats des plébiscites et le tracé de la frontière.

Juste après l'annonce des résultats de la zone I, l'administrateur allemand Johannes Tiedje fit une proposition de frontière alternative. Cette proposition aurait incorporé à l'Allemagne Tondern, Hoyer, Tingleff et les régions avoisinantes ainsi que certaines zones au nord de Flensbourg, la « ceinture de Tiedje », et aurait engendré des minorités presque égales des deux côtés de la frontière, au lieu de 30 000 à 35 000 Allemands au Danemark et 6 000 à 8 000 Danois en Allemagne.
La ligne de Tiedje fut fortement critiquée au Danemark car elle aurait transféré un grand nombre de localités pro-danoises au sud de la future frontière et elle fut refusée par tous les partis du parlement danois. La zone I entière fut transférée au Danemark le 15 juin 1920, et le territoire fut nommé officiellement « districts du Jutland du Sud » ou plus communément « Jutland-du-Sud », bien que ce dernier nom soit aussi le nom historique et géographique de la région du Schleswig tout entière.